# Dharoti Khurd
Dharoti Khurd là một thị trấn thống kê (census town) của quận Ghaziabad thuộc bang Uttar Pradesh, Ấn Độ.

## Nhân khẩu
Theo điều tra dân số năm 2001 của Ấn Độ, Dharoti Khurd có dân số 34.015 người. Phái nam chiếm 54% tổng số dân và phái nữ chiếm 46%. Dharoti Khurd có tỷ lệ 58% biết đọc biết viết, thấp hơn tỷ lệ trung bình toàn quốc là 59,5%: tỷ lệ cho phái nam là 67%, và tỷ lệ cho phái nữ là 47%. Tại Dharoti Khurd, 17% dân số nhỏ hơn 6 tuổi.